# Hatti-Humayoun de 1856

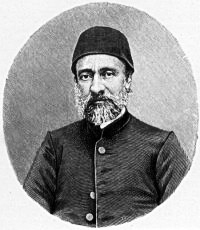
Mehmed Emin Ali Pacha, principal architecte du Hatti-Humayoun de 1856.

Le Hatti-Humayoun de 1856 ou rescrit impérial de 1856 (en turc : اصلاحات خط همايونى, Islâhat Hatt-ı Hümâyûnu) est un firman du sultan Abdülmecid Ier émis le 18 février 1856. C'est le second texte emblématique des Tanzimat. Préparé par Mehmed Emin Ali Pacha, il donna une nouvelle impulsion aux réformes. Il se présente comme un édit d'émancipation des non-musulmans, non en tant qu'individus mais en tant que communautés. La communauté confessionnelle ou "Millet" est institutionnalisée. Chacune de ces communautés non musulmanes est dotée d'une « constitution » lui donnant un chef religieux et un conseil communautaire élu. Elle aura la libre gestion de ses affaires internes. L'état interdit toute discrimination sur une base religieuse. Il reconnaît l'égalité de tous les habitants de l'Empire ottoman, quelle que soit leur religion.
Le Hatti-Humayoun de 1856 est souvent vu comme une conséquence de l'influence de la France et du Royaume-Uni sur l'Empire ottoman après la Guerre de Crimée et la signature du traité de Paris de 1856. Il s'agit d'une tentative de modernisation des institutions de la Sublime Porte. Ainsi pour Florian Louis: "On a pu interpréter de manière plus large la soif des réformes qui saisit les élites ottomanes au XIXe siècle comme une volonté d'adaptation au changement de contexte provoqué par le processus de mondialisation alors en plein déploiement. Il ne s'agirait pas tant d'imiter ou de rattraper l'Europe que de se conformer aux impératifs d'un nouvel ordre mondial, certes dominé par elle mais dont le propre est précisément d'être global.
Le rescrit impérial établit l'égalité des sujets de l'Empire en matière d'impôts mais aussi d'éducation, de justice et de service militaire. Il promet par ailleurs la mise en place de conseils communaux et provinciaux.